# Tallmyrtjärnen, Jämtland
Tallmyrtjärnen är en sjö i Bergs kommun i Jämtland och ingår i Indalsälvens huvudavrinningsområde.